# Kollegah (Album)
Kollegah ist das zweite Soloalbum des gleichnamigen Rappers Kollegah. Es erschien am 29. August 2008 über das Independent-Label Selfmade Records. Das Album wurde zu einem Großteil von dem Hip-Hop-Musiker Rizbo produziert und enthält keine Beiträge anderer Rapper, allerdings wirken in einigen Hooks Sängerinnen mit. Zusätzlich beigelegt ist eine Doku-DVD mit dem Titel Bei Nacht. Kollegah stieg in Deutschland auf Platz 17 der Album-Charts ein.

## Entstehung und Konzept
Felix Blume, so der bürgerliche Name Kollegahs, begann unmittelbar nach der Veröffentlichung seines ersten Albums Alphagene mit der Arbeit an Kollegah. Er suchte sich Beats aus und nahm von Dezember 2007 bis Juli 2008 etwa vierzig Lieder auf. Diese hörte sich der Hip-Hop-Musiker mehrmals an und arbeitete weiter an ihnen, etwa durch Veränderung des Textes. Nach Abschluss des Aufnahmeprozesses wählte er die aus seiner Sicht „langlebigsten“ Titel für das Album aus. Laut Aussage des Künstlers steht hinter dem Album kein durchdachtes Konzept. Im Fokus der Arbeit stehe lediglich der Anspruch, ein unterhaltsames, „lockeres“ Album zu produzieren. Kollegah erschien weniger als ein Jahr nach der Veröffentlichung von Alphagene, was Kollegah im Interview damit erklärt, dass er „die Fans nicht solange [habe] warten lassen [wollen]. Dafür mache [ihm] das Rappen auch […] zu viel Spaß.“
Kollegah verzichtet bei seinem zweiten Soloalbum komplett auf Gastbeiträge anderer Künstler, was für ein Hip-Hop-Album ungewöhnlich ist. In Interviews gibt er dafür verschiedene Begründungen an. So äußerte sich der Rapper gegenüber MZEE.com, dass es sich „so ergeben“ habe und die Zusammenarbeit mit anderen Künstlern nicht zustande gekommen sei. An anderer Stelle sagt er, dass ihm, abgesehen von Azad, mit dem sich Kollegah für die Zukunft gemeinsame Stücke vorstellen könne, keine erstrebenswerte Kooperation eingefallen seien. Das aus 17 Liedern bestehende Album beinhaltet auch keine Skits, wie es bei vielen anderen Hip-Hop-Alben der Fall ist. Jedoch beginnen die beiden Stücke Kokamusik und Bad Boy jeweils mit einem 45 Sekunden langen Dialog, bevor das eigentliche Lied anfängt.

## Bei Nacht
Zusätzlich zu der Musik-CD Kollegah liegt dem Album eine DVD bei, die den Titel Bei Nacht trägt und eine Dokumentation enthält, in der vier Männer unter anderem über ihre Erfahrungen mit Kriminalität, Kampfsport und ihre persönlichen Werte berichten. Die vier beteiligten Personen werden im Booklet unter den Namen Jakob, Zaki, Pasa und Ivan geführt. Insgesamt haben die Interviews eine Gesamtlänge von 48 Minuten und 40 Sekunden.
„Die Streetdoku“ ist eine Produktion von Selfmade Records und Destroy Productions. Elvir Omerbegovic, der Gründer von Selfmade Records, war bei der Entstehung der DVD als Regisseur und Produzent beteiligt. Die Kameraführung wurde von Christian Kitscha und Philipp Schöttner übernommen und der anschließende Schnitt erfolgte durch Christoph Dahlhausen. Die DVD ist mit Musik des Hip-Hop-Musikers Rizbo unterlegt.
Kollegah selbst war an Bei Nacht nicht beteiligt. Der Rapper sieht die Dokumentation als Bonus an und legte Wert darauf, dass sich der Preis des Albums durch diese Beilage nicht erhöht. Seiner Ansicht nach „hat die DVD auch einen pädagogischen Aspekt, man erhält von Männern vom Fach einen unverblümten, realistischen Einblick in das Nachtleben mit seinen Gefahren, ohne dass irgendetwas glorifiziert wird.“

## Titelliste

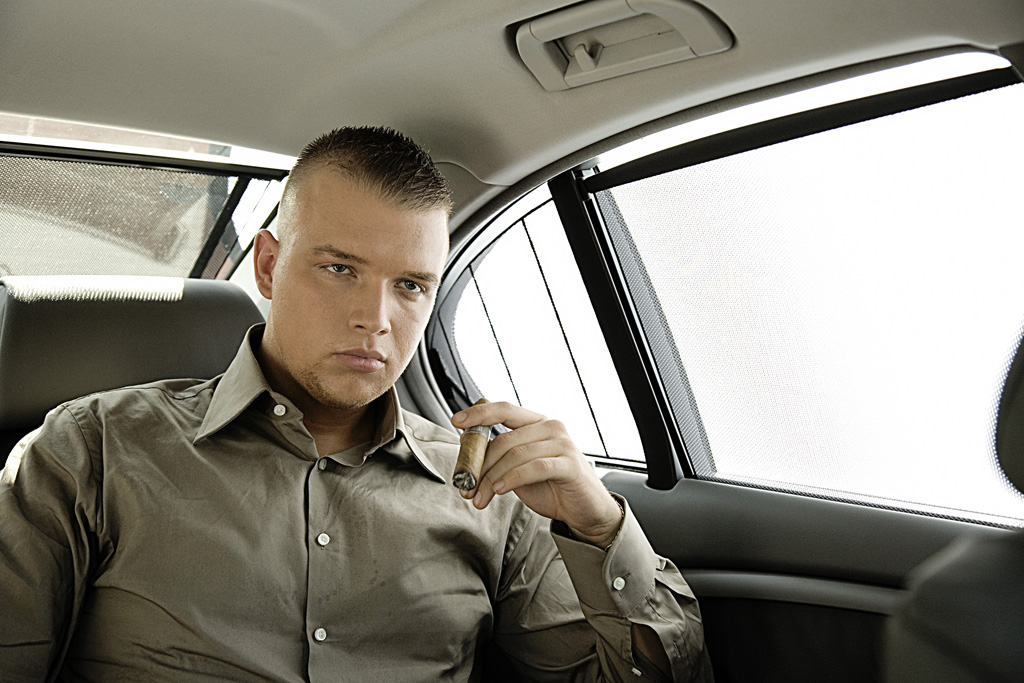
Kollegah im Jahr 2008

| #  | Titel                | Produzent        | Länge |
| -- | -------------------- | ---------------- | ----- |
| 1  | Eure Hoheit          | SixJune & Yoshi  | 1:58  |
| 2  | Kollegah             | Rizbo            | 3:57  |
| 3  | Big Boss             | Rizbo            | 3:40  |
| 4  | Straßenapotheker     | Rizbo            | 3:42  |
| 5  | In der Hood          | Mauvais Garcon   | 3:11  |
| 6  | Kokamusik            | Rizbo            | 5:20  |
| 7  | Bad Boy              | Rizbo            | 4:37  |
| 8  | Doubletime Freestyle | Rizbo & Kollegah | 1:48  |
| 9  | 30,3                 | Rizbo            | 3:27  |
| 10 | 1001 Nacht           | Rizbo            | 3:41  |
| 11 | Selfmade Hustler     | Rizbo            | 2:42  |
| 12 | Gangsterarroganz     | Chrizmatic       | 3:32  |
| 13 | Halftime Freestyle   | Rizbo & Kollegah | 2:17  |
| 14 | Herbst               | Rizbo            | 3:22  |
| 15 | Ghettobusiness       | Rizbo            | 2:59  |
| 16 | Bis zum Tag          | SixJune & Yoshi  | 3:31  |
| 17 | Outro                | Vizir            | 5:10  |

## Produktion
Rizbo fungierte, wie bei einem Großteil der über Selfmade Records veröffentlichten Alben, als Hauptproduzent. Er produzierte die Titel Kollegah, Big Boss, Straßenapotheker, Kokamusik, Bad Boy, Doubletime Freestyle, 30,3, 1001 Nacht, Selfmade Hustler, Halftime Freestyle, Herbst und Ghettobusiness. Das Lied Halftime Freestyle entstand in Zusammenarbeit mit Kollegah. Des Weiteren produzierten SixJune und Yoshi gemeinsam die Stücke Eure Hoheit und Bis zum Tag. Mauvaise Garcon, welcher bereits für Favorites Album Anarcho einen Titel produziert hatte, war für die musikalische Untermalung von In der Hood verantwortlich. Das Lied Gangsterarroganz wurde von Chrizmatic produziert. Außerdem produzierte Vizir, der bereits auf dem Vorgängeralbum Alphagene mit zwei Stücken vertreten war, das Outro.

## Texte

### Inhalt

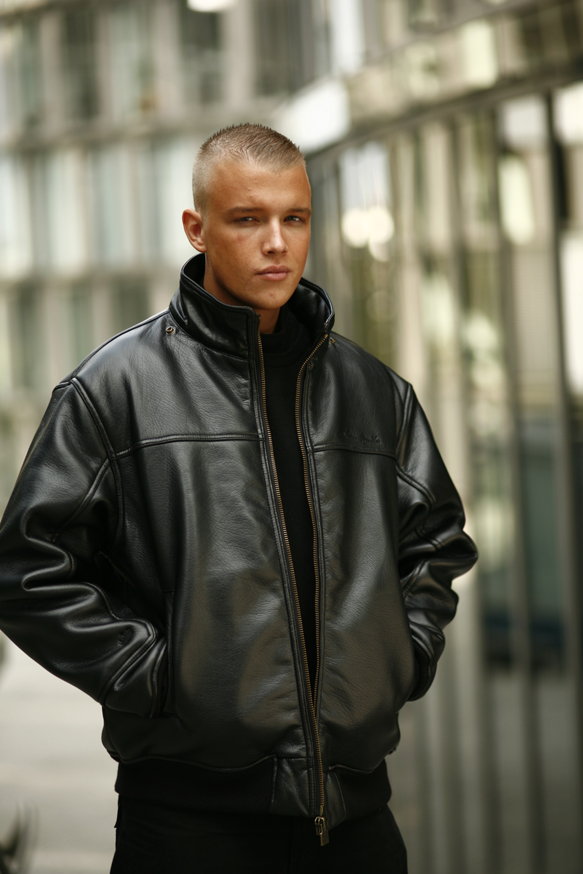
Kollegah beim Fotoshooting im September 2007

Kollegahs Texte behandeln vor allem Kriminalität. So sind wiederkehrende Themen Drogenhandel, körperliche Gewalt und Zuhälterei. Des Weiteren präsentiert Kollegah sich betont arrogant und ignorant. Durch die inhaltliche Ausrichtung präsentiert Kollegah nicht den Menschen Felix Blume, sondern behandelt die von Blume erfundene Kunstfigur Kollegah. In einem Interview erklärte er, dass er in der Vergangenheit zwar vereinzelt persönliche Stücke aufgenommen habe, er jedoch keine Ambitionen habe, seine Charaktereigenschaften oder Meinungen dem Zuhörer zu präsentieren.
Das Stück Kollegah behandelt den Werdegang des Musikers, der mit der Aufnahme des ersten Tapes mit „Billig-Equipment“ beginnt, das einige Zeit später als X-Mas-Edition über Selfmade Records wieder veröffentlicht wurde. Es folgten das Tape Boss der Bosse und das Album Alphagene. Kollegah beschreibt, wie er den Kontrast zwischen seinem Leben wenige Jahre vor der Veröffentlichung von Kollegah und seinem Status im Jahr 2008 wahrnimmt: „Vor nicht mal zwei Jahren, da tickte ich noch Pep in der Hood, heute hat ganz Deutschland auf die Goldkette gekuckt. Ich hab Verkaufszahlen erreicht und geriet dabei, dank raptechnisch herausragender Leistung, zu ’ner Ausnahmeerscheinung.“
Zum Ende des Albums präsentiert Kollegah dennoch zwei Stücke, die persönlich geprägt sind und damit Aspekte des Lebens von Felix Blume wie Liebe und Religion aufgreifen. Der Titel Herbst stellt den Nachfolger zum Lied Sommer dar, das auf dem Mixtape Boss der Bosse zu hören ist, und behandelt das Thema Vergänglichkeit. Im Text hebt der Rapper hervor, dass Ruhm und materielle Güter lediglich für eine begrenzte Zeit existieren und dass nach dem Ableben nur die Seele bestehen bleibe („Der Glanz dieser Welt geht vorüber, nichts bleibt uns über, wenn wir sterben so wie Blätter im Herbst“). In Interviews gibt er zwar an, dass er Religion und Musik trenne, dennoch ist das Lied Herbst religiös geprägt: „Nichts auf der Welt hält für ewig, alles was uns bleibt, wenn wir sterben, ist die Seele; und wir möchten im Leben keine Schlösser, wir beten, weil wir wissen, dass wir nach dem Tod dem Schöpfer begegnen.“
Das zweite Lied, das aus dem inhaltlichen Rahmen des Albums fällt, ist Bis zum Tag, in welchem Kollegah eine abgeschlossene Liebesbeziehung thematisiert. Er richtet sich dabei mit der direkten Anrede an die namentlich nicht genannte Frau und versichert ihr, dass er die „früheren Zeiten“ vermisse: „Ich wusste, es gibt keinen, der uns jetzt noch hält; Bonnie und Clyde - es war wir zwei gegen den Rest der Welt; du warst meine große Liebe, ich war deine große Liebe; Yeah, was konnte uns beiden schon passieren?“ In einem Interview bestätigt er, dass das Stück Bis Zum Tag einen authentischen Hintergrund habe und sein erstes Stück über das Thema Liebe sei.

### Stil
Die Texte auf Kollegah beinhalten häufig Wortspiele und Anspielungen, im Hip-Hop-Jargon als Punchline bekannt. Der Wortwitz Kollegahs war bereits auf seinen vorherigen Veröffentlichungen stark vertreten und wird von Kritikern als besonderes Markenzeichen des Rappers lobend hervorgehoben. Die „Punchlines“ erhalten häufig erst im vertonten Zustand ihren Sinn, da der Rapper zwei Begriffe, die gleich ausgesprochen werden, aber unterschiedliche Bedeutungen haben, in Verbindung bringt. Einige Beispiele sind folgende Verse:

„Der Boss hustlet die halbe Nacht, doch es ist wie Ventilatoren: Wenn du Wind davon bekommst, wirst du kalt gemacht.“

„Ich nehm’ Sluts mit in mein Haus und das Treffen ist wie Vulkanlava: Es läuft nach dem Knall’n auf Abhängen hinaus.“

„Wenn sie sehen, wie viel Geld mir ungefähr gehört, dann sagen sie: „Hut ab!“, wie Friseure zu Rabbis, nachdem sie kurz stutzen wie ein Bundeswehrfriseur.“

„Lade die Submachinegun-Clips wie ein Waffenfetischist, du gehst zu Boden durch Geschosse wie herabfahrende Lifts.“

Ein weiteres Charakteristikum der Texte sind die komplexen Doppel- und Mehrfachreime, die sich oftmals über mehrere Verse ziehen. Beispielhaft können folgende Textauszüge genannt werden:

„Und deine Mum in der Küche mit Silikonimplantaten, chilischotenzermahlend, Kidneybohnensalate verfeinernd, denn sie kocht dem Boss in Schürze ein recht passables, würziges, extra scharfes fürstliches Festtagsmahl.“

„Kuck, sie komm’ mit angebroch’nen Wangenknochen angekrochen, doch sind irgendwann dann trotzdem durch das über lange Wochen erfolgende Nachheilen der Molekularteilchen über den Berg so wie das Hollywood-Wahrzeichen.“

## Illustration
Das Cover zeigt Kollegah, wie er in Anzug gekleidet aus einem BMW der 7er Serie aussteigt. Sein rechter Arm liegt auf der offenen Autotür und in dessen Hand hält er eine rauchende Zigarre. Der Hintergrund zeigt eine mit Computergrafik erstellte Skyline, welche die kanadische Stadt Toronto darstellt. Kollegah spielt damit, ebenso wie mit seinem Logo, das ein Ahornblatt zeigt, auf seine kanadischen Wurzeln an. Das Booklet des Albums umfasst 20 Seiten, die mit einigen Liedtexten des Albums bedruckt sind.

## Vermarktung

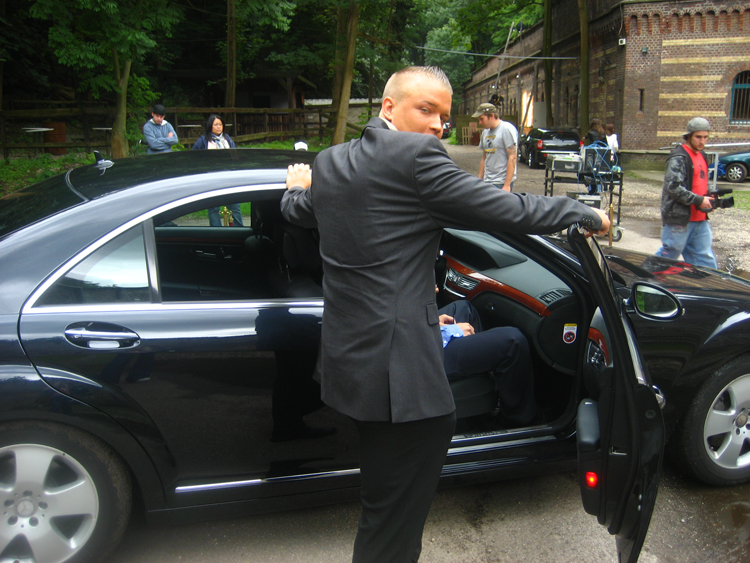
Kollegah beim Videodreh zu Big Boss

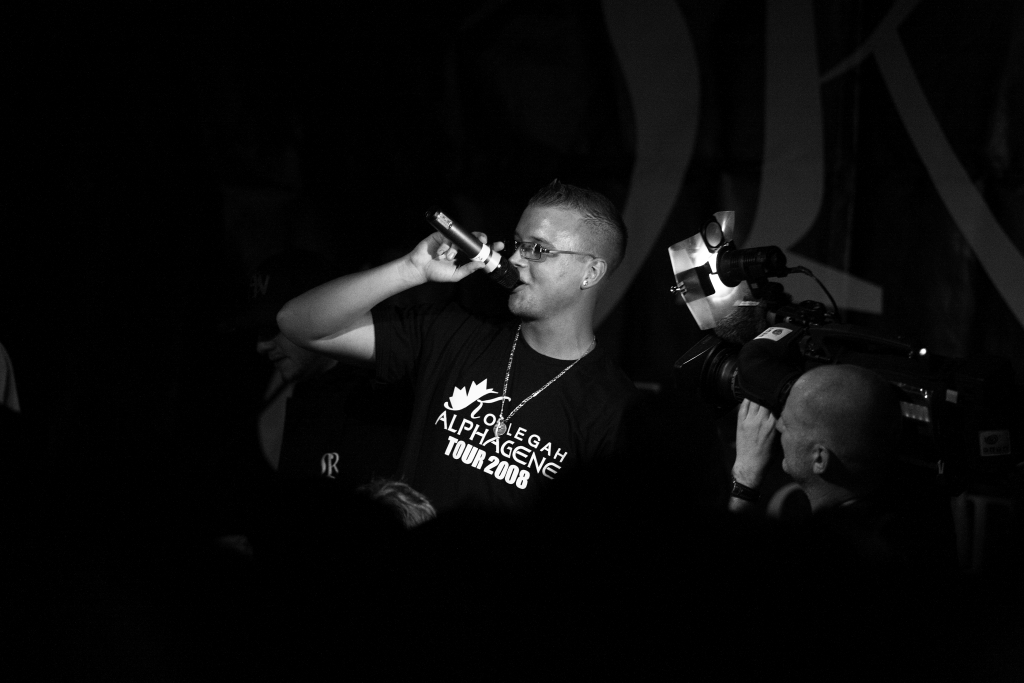
Kollegah bei einem Konzertauftritt

Im Juli 2008 nahm Kollegah ein Lied mit dem Titel Bodyguard, in dem er sein zweites Album erstmals ankündigt, auf und stellte dieses dem Hip-Hop-Magazin Juice zur Verfügung, dessen Redaktion es als sogenanntes Juice Exclusive! auf der 88. CD der Zeitschrift veröffentlichte. Der Rapper nutzte für den Refrain des Stücks das Programm Auto-Tune, das zur automatischen Tonhöhenkorrektur in der Musik eingesetzt wird und 2008 vor allem durch die Verwendung in der Single Lollipop des Rappers Lil Wayne Erfolge feiern konnte.
Am 31. Juli erschien mit Big Boss das erste Video zu einem Stück des Albums. Das Musikvideo zum Lied, das auf einer Burg abgedreht wurde, konnte in den TRL Most Wanted-Charts der MTV-Show Urban TRL direkt Platz 3 erreichen und belegte in den folgenden Wochen auch Position 1. Das im Clip mit „Big Boss“ beschriftete Nummernschild des Mercedes wurde nach dem Dreh über das Internetauktionshaus eBay versteigert.
Anfang August veranstaltete Selfmade Records in Zusammenarbeit mit der Internetseite Rappers-Guide.com einen als „Remix-Contest“ bezeichneten Wettbewerb, bei dem die Teilnehmer einen alternativen Beat zum Lied Big Boss produzieren mussten. Der Sieger des Wettbewerbs wurde ein privater Produzent, der unter dem Pseudonym Courtmasta arbeitet und als Preis ein Treffen mit Kollegah erhielt. Am 18. Juli wurde das etwa neun-minütige Snippet, ein Zusammenschnitt von Ausschnitten aus den Stücken des Albums, zur kostenlosen Verfügung ins Internet gestellt.
Des Weiteren veröffentlichte Kollegah am 23. August einen weiteren sogenannten Freetrack. Zuvor hatte der Rapper versprochen, ein Lied kostenlos zu veröffentlichen, wenn die Fans häufig für das Video Big Boss bei der MTV-Show Urban TRL abstimmen, damit der Clip eine möglichst hohe Platzierung in den TRL Most Wanted erreicht. Das Lied trägt den Titel Hero und stellt eine Neuinterpretation des Stücks Hero des US-amerikanischen Rappers Nas dar. Kollegah nutzte dafür den ursprünglichen Beat des Hip-Hop-Produzenten Polow da Don und schrieb einen neuen Text darüber. In dem Refrain des Titels übernimmt er das Wort „Hero“, das in der Version von Nas auf Deutsch mit „Held“ übersetzt werden kann, und nutzt es als Abkürzung für das Opioid Heroin. Des Weiteren macht sich Kollegah in dem Lied über den bei Aggro Berlin unter Vertrag stehenden Rapper Fler lustig („Der herausragende Player steht nachts vor deinem Haus und bricht ein wie die Verkaufszahlen von Fler.“). Dieser hatte Kollegah in einem Interview angegriffen und mit Gewalt gedroht, nachdem Kollegah hatte verlautbaren lassen, dass die kommerzielle Dominanz des Labels Aggro Berlin beendet sei und er mehr Einheiten seines neuen Albums verkaufen werde als Fler und Godsilla mit ihrem am selben Tag erscheinenden Album Südberlin Maskulin. Die beiden Berliner Rapper stiegen schließlich fünf Plätze hinter Kollegah in die deutschen Album-Charts ein.
Ende August absolvierte Kollegah eine Konzert-Tournee, auf der er sein zweites Soloalbum bereits vor der Veröffentlichung dem Publikum präsentierte. Die Tournee lief unter dem Namen Kollegah - Pre-Listening-Tour und fand vom 27. bis zum 30. August 2008 statt. Er stellte sein Album auf insgesamt vier Konzerten in den Städten Berlin, München, Köln und Hamburg vor und wurde dabei von seinem Labelkollegen Favorite sowie DJ Craft von der Berliner Gruppe K.I.Z unterstützt.
Die Internetseite Mzee.com verband den Verkauf des Albums mit einem Angebot, wonach Kunden, die das Album im Shop der Seite vorbestellten, ein limitiertes exklusives Kollegah-T-Shirt sowie eine handsignierte Autogrammkarte des Rappers zusätzlich erhielten. Am 11. September 2008 wurde das Musikvideo zu Herbst veröffentlicht. Die Filmproduktion wurde von Los Banditos Films übernommen und gedreht wurde in Stuttgart. Auch im Falle des zweiten Videos sollten die Fans mit einem kostenlosen Lied belohnt werden, wenn sie für Herbst bei Urban TRL abstimmen. Die Höchstposition des Titels in den TRL Most Wanted war Platz 3, sodass Kollegah daraufhin den Titel So meine Freunde veröffentlichte.

## Selbstwahrnehmung
In einem Interview mit der Hip-Hop-Zeitschrift Juice bringt Kollegah zum Ausdruck, dass die Wandlung eines Künstlers im Verlauf seiner Karriere und die daraus resultierende kritische Auseinandersetzung mit früheren Werken einen natürlichen Prozess, von dem auch er betroffen sei, darstelle. Der Rapper sieht seine ersten Tapes Zuhältertape und Boss der Bosse jedoch nicht als schlechte Tonträger an, sondern ist der Ansicht, „dass sie einfach anders waren“. Die allgemeine Qualität der Stücke sei auf Kollegah trotzdem größer. Eine positive Entwicklung sieht er im Bereich der Abmischung und der Hooklines. Kollegah hat an der Entwicklung der Refrains auf den ersten Alben keinen Wert gelegt und erst für Kollegah den Fokus verstärkt auf die Entwicklung eingängiger Hooklines gelegt. Hierdurch sind, aus Sicht des Rappers, „die Songs noch runder geworden“. Des Weiteren empfindet er das Album Alphagene als düsterer und ernster, wohingegen sein zweites Soloalbum „lockerer, die Punchlines […] wesentlich besser“ und die Stücke „viel humorvoller“ seien.

## Rezeption

### Erfolg
Nachdem bereits Alphagene auf Position 51 in die deutschen Albumcharts eingestiegen war, konnte auch Kollegahs zweites Album eine Platzierung belegen. In der ersten Verkaufswoche stieg Kollegah auf Platz 17 der Hitparade ein und konnte in der folgenden Woche mit Platz 99 eine weitere Position erreichen. Auch in Österreich konnte der Tonträger mit Position 48 in die Albumcharts einsteigen.

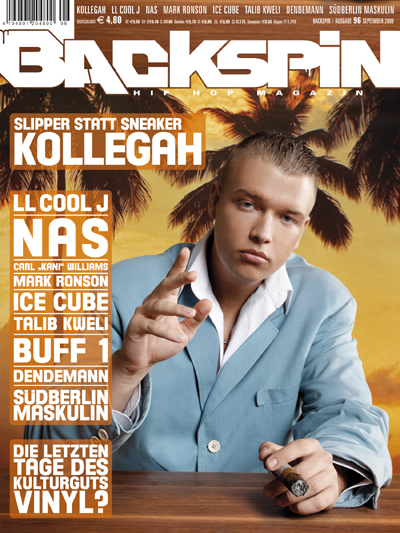
Kollegah auf dem Cover der Backspin

Zudem wurde Kollegah im Rahmen der Veröffentlichung des Albums von der Redaktion des deutschen Hip-Hop-Magazins Backspin auf dem Cover der 96. Ausgabe der Zeitschrift abgebildet, was die erste „Titelstory“ über den Hip-Hop-Musiker darstellt.

### Kritik
Die Kritiken zum Album fielen positiv aus. Dies lässt sich anhand der Kritiken der E-Zine Laut.de, der deutschen Hip-Hop-Zeitschrift Juice und der Internetseite Rap.de nachweisen. So geht Kollegah nach Philipp Gässlein, Redakteur der Seite Laut.de, als „solider Zweitling in die Künstlerhistorie ein“ und wird mit vier von möglichen fünf Bewertungspunkten ausgezeichnet. Aus Sicht der Rap.de-Redaktion ist das Album „absolute Geschmackssache“ und weist damit darauf hin, dass das von Kollegah konzipierte Image des arroganten Zuhälters unter den Hip-Hop-Hörern polarisiert. In der Rezension der Juice wird Kollegahs zweites Album als „bislang […] beste Manifestation seines ureigenen Styles“ bezeichnet. Die Redaktion des Magazins wertete Kollegah mit 4,5 von möglichen 6 „Kronen“.
Die zu einem Großteil von Rizbo übernommene Produktion von Kollegah wird „durchwachsen“ bewertet. Aus Sicht der Redaktion von Laut.de sind die Beats zwar mit künstlichen vom Synthesizer erstellten Tönen überladen, aber wirken sich weniger unangenehm auf das Gesamtbild des Tonträgers aus als die Instrumentals auf dem ersten Soloalbum des Düsseldorfers. Im Gegensatz dazu bezeichnet Rap.de die Produktion von Kollegah als „ziemlich farblos“.
Stücke wie Big Boss und Kollegah kritisiert Philipp Gässlein als zu innovationslos, wobei sowohl die Beats als auch der Text negativ gewertet werden. Dagegen sieht Gässlein den Titel Bad Boy als „Highlight“ an und lobt die Stücke Eure Hoheit, das an Veni, Vidi, Vici von Alphagene erinnert, sowie Doubletime Freestyle. Die Rap.de-Redaktion empfindet im Gegensatz zu Laut.de Big Boss als einen Höhepunkt des Albums.
Des Weiteren werden die Titel Herbst und Bis zum Tag, die sich inhaltlich vom Rest des Albums abheben, in den Rezensionen hervorgehoben. Rap.de lobt die Stücke, da sie das Album, das sich durch ein sonst schmales inhaltliches Spektrum auszeichnet und dadurch auf „die Dauer anstrengen und vielleicht auch langweilen“ könne, abwechslungsreicher gestalten. Auch für Laut.de hebt sich Herbst inhaltlich hervor, wobei der Titel seinen Vorgänger Sommer qualitativ nicht erreichen könne. Bis zum Tag wird einerseits ebenfalls inhaltlich gelobt, andererseits nutzt Gässlein das Lied, um exemplarisch hervorzuheben, dass Kollegah, der auf diversen Titeln des Albums die Hookline singt, kein talentierter Sänger sei. Die häufig schräg eingesungenen Gesangsbeiträge des Rappers werden ebenfalls von der Juice-Redaktion negativ angemerkt.
Zusammenfassend werden aus Sicht der Juice die Erwartungen der Hörer durch „Punchlines, Doubletimes und detailliert und eloquent ausformuliertes Zuhälterimage“ erfüllt und Kollegah biete „Unterhaltung auf höchstem Niveau“. Der gleichen Ansicht ist Philipp Gässlein, auch wenn Kollegah bei seinem Vortrag eigentlich nur „Blödsinn“ berichte. Außerdem bringt Rap.de zum Ausdruck, dass der Hip-Hop-Musiker durch seine Vortragstechnik und die Wortspiele zu den interessantesten Rappern in Deutschland zähle.

### Kritik zur DVD
Neben einer Bewertung des Albums beschäftigte sich die Juice-Redaktion auch mit der beigelegten DVD Bei Nacht. Die Dokumentation wird dabei als „überraschend gelungenes Low-Budget-Werk“ bezeichnet. Positiv hervorgehoben werden die Warnungen der interviewten Personen, den von ihnen eingeschlagenen Weg zu gehen. Auch die explizit geäußerte Ablehnung gegenüber dem Verkauf von Drogen und der Zuhälterei werden gelobt. Die DVD verzichtet dazu auf „amerikanisierte Gangsterattitüden“ und „Machogehabe“. Trotzdem muss Bei Nacht als Bonus gewertet werden und ist als eigenständiges Produkt „nicht lebensfähig“.